# Unsung Hero
Unsung Hero (bra: Uma Canção de Gratidão) é um filme de drama cristão estadunidense de 2024, dirigido por Richard Ramsey e Joel Smallbone e lançado em 2024. É um filme biográfico sobre a cantora Rebecca St. James e seus irmãos cantores Joel e Luke Smallbone.

## Enredo
Em 1991, David Smallbone, um promotor de concertos de música cristã contemporânea, desfruta de uma vida confortável em Sydney, Austrália. Uma recessão o fez perder suas economias e se mudar com sua família para representar um artista em Nashville (Tennessee), nos Estados Unidos. Chegando lá, a promessa de colaboração foi cancelada. Relutante devido às decepções com a indústria musical, ele ouviu a esposa e tentou fechar um contrato com uma gravadora para sua filha Rebecca, cujos talentos vocais eram reconhecidos pelos amigos.

## Elenco
- Daisy Betts como Helen Smallbone
- Joel Smallbone como David Smallbone
- Kirrilee Berger como Rebecca Smallbone
- Jonathan Jackson como Eddie DeGarmo
- Lucas Black como Jed Albright
- Candace Cameron Bure como Kay Albright
- Terry O'Quinn como James
- Hillary Scott como Luanne Meece
- Diesel La Torraca como Joel Smallbone
- J. J. Pantano como Luke Smallbone
- Rebecca St. James como a anfitriã
- Lance E. Nichols como Art Meriweather
- Rachel Hendrix como Amy Grant
- Roslyn Gentle como "Nana" Jean Francis
- Don Most como Pierce
- Beau Wirick como Matt

## Bilheteria
O filme arrecadou 21,2 milhões de dólares na bilheteria mundial com um orçamento de 6 milhões de dólares.

## Prêmios
Em 2024, o filme ganhou o Dove Award, na categoria Filme Inspirador do Ano.